# Rivière à Dupuis
Pour les articles homonymes, voir Dupuis (homonymie).
La rivière à Dupuis est un affluent de la rivière Chiskal, coulant dans le territoire non organisé de Rivière-Nipissis, dans la municipalité régionale de comté de Sept-Rivières, dans la région administrative de la Côte-Nord, dans la province de Québec (Canada).

## Géographie
Le cours de la rivière à Dupuis descend généralement vers le sud-est, entre la Petite rivière au Bouleau (situé du côté ouest) et la rivière au Bouleau (situés du côté est).
La rivière à Dupuis prend sa source d'un lac non identifié (longueur: 0,9 km; altitude: 532 m), dans le territoire non organisé de Rivière-Nipissis. L'embouchure du lac de tête est située au fond d'une baie sud-est du lac, soit à:
- 4,3 km au sud-ouest d'une courbe de la rivière Chiskal;
- 20,4 km au sud-est d'une baie du lac Nipisso;
- 68,1 km au nord-est du centre-ville de Sept-Îles.

À partir du lac de tête, le cours de la rivière à Dupuis descend sur 18,2 km, avec une dénivellation de 279 m, selon les segments suivants:
- 3,1 km vers le sud, notamment en traversant un lac (longueur: 1,5 km; altitude: 530 m), jusqu'à un coude de rivière correspondant à un ruisseau (venant de l'ouest);
- 1,3 km vers le nord-est, en traversant un lac non identifié (longueur: 0,94 km; altitude: 492 m), jusqu'à son embouchure;
- 13,8 km vers le nord-est presque en ligne droite, en recueillant la décharge (venant du nord) de trois lacs, la décharge (venant du sud-ouest) de deux lacs et la décharge (venant du nord-ouest) d'un lac, ainsi qu'en dévalant la montagne, jusqu'à son embouchure[2][Interprétation personnelle ?].

La rivière à Dupuis se déverse dans un coude de rivière sur rive ouest de la rivière au Bouleau. Cette confluence est située à:
- 1,0 km à l'ouest du cours de la rivière au Bouleau;
- 16,6 km au nord-est du cours de la rivière Matamec;
- 66,6 km à l'ouest du centre du village de Rivière-au-Tonnerre;
- 71,6 km au nord-est du centre-ville de Sept-Îles[2][Interprétation personnelle ?].

À partir de la confluence de la rivière à Dupuis, le courant descend le cours de la rivière Chiskal sur 2,8 km, puis le cours de la rivière au Bouleau sur 39,1 km vers le sud, jusqu'à la rive nord de l’estuaire du Saint-Laurent.

## Toponymie
Le terme "Dupuis" s'avère un patronyme de famille d'origine française.[réf. nécessaire]
Le toponyme « rivière à Dupuis » a été officialisé le 5 décembre 1968.